# グリーン郡 (テネシー州)
グリーン郡（英: Greene County）は、アメリカ合衆国テネシー州の東部に位置する郡である。2010年国勢調査での人口は68,831人であり、2000年の62,909人から9.2%増加した。郡庁所在地はグリーンビル町（人口15,062人）であり、同郡で人口最大の町でもある。

## 歴史
グリーン郡の歴史は1770年代初期にチェロキー族から借りた土地に、開拓者のジェイコブ・ブラウンが設立した「ノリチャッキー開拓地」に始まっている。ノリチャッキー開拓地は現在のエリザベストンを中心とするワトーガ開拓地と同盟していた。グリーン郡は1783年に、当初のノースカロライナ州ワシントン郡の元ワシントン地区の一部から設立された。デイヴィー・クロケットの父であるジョン・クロケットが郡内のライムストーン近くに入植し、1786年にデイヴィーがそこで生まれた。この地域は1784年から1788年は公式には認められなかったフランクリン国に属していた。
郡内にはテネシー州最古のカレッジであるタスカラム・カレッジ、最古のメソジスト教会であるエベネザー・メソジスト教会、2番目に古くて連続的に耕作されている農場であるエルムウッド農場（アーネスト農場歴史地区に属す）がある。アメリカ独立戦争の退役兵で州議会議員のジョセフ・ハーディンがグリーン郡をしばらくの間本拠地にしており、治安判事を務め、タスカラム・カレッジ（当時はグリーンビル・カレッジ）の初代理事の1人になった。郡名はロードアイランド州の出身で、大陸軍の少将だったナサニエル・グリーン（1742年-1786年）に因んで名付けられた。

## 地理
アメリカ合衆国国勢調査局に拠れば、郡域全面積は624平方マイル (1,616.2 km2)であり、このうち陸地622平方マイル (1,611.0 km2)、水域は2平方マイル (5.2 km2)で水域率は0.39%である。

### 隣接する郡
- ホーキンス郡 - 北
- ワシントン郡 - 東
- ユニコイ郡 - 南東
- マディソン郡 (ノースカロライナ州) - 南
- コック郡 - 南西
- ハンブレン郡 - 西

### 国立保護地域
- アンドリュー・ジョンソン国立歴史史跡
- チェロキー国立の森（部分）

## 人口動態

2000人口ピラミッド

以下は2000年国勢調査による人口統計データである。
| 基礎データ - 人口: 62,909人 - 世帯数: 25,756 世帯 - 家族数: 18,132 家族 - 人口密度: 39人/km2（101人/mi2） - 住居数: 28,116軒 - 住居密度: 17軒/km2（45軒/mi2） 人種別人口構成 - 白人: 96.42% - アフリカン・アメリカン: 2.11% - ネイティブ・アメリカン: 0.18% - アジア人: 0.27% - 太平洋諸島系: 0.02% - その他の人種: 0.43% - 混血: 0.56% - ヒスパニック・ラテン系: 1.02% 年齢別人口構成 - 18歳未満: 22.2% - 18-24歳: 8.1% - 25-44歳: 28.7% - 45-64歳: 26.1% - 65歳以上: 14.8% - 年齢の中央値: 39歳 - 性比（女性100人あたり男性の人口） - 総人口: 95.1 - 18歳以上: 91.4 | 世帯と家族（対世帯数） - 18歳未満の子供がいる: 29.2% - 結婚・同居している夫婦: 55.7% - 未婚・離婚・死別女性が世帯主: 10.8% - 非家族世帯: 29.6% - 単身世帯: 25.8% - 65歳以上の老人1人暮らし: 10.7% - 平均構成人数 - 世帯: 2.38人 - 家族: 2.84人 収入と家計 - 収入の中央値 - 世帯: 30,382米ドル - 家族: 36,889米ドル - 性別 - 男性: 26,331米ドル - 女性: 20,304米ドル - 人口1人あたり収入: 15,746米ドル - 貧困線以下 - 対人口: 14.5% - 対家族数: 11.2% - 18歳未満: 19.0% - 65歳以上: 16.7% |

## 都市と町
- グリーンビル - 郡庁所在地
- ベイリートン
- モスハイム
- タスカラム

### 未編入の町
| - アフトン - キャンプクリーク - チャッキー - ライムストーン | - モホーク - ロメオ - サウスグリーン |

## 教育
グリーン郡の公共教育は、グリーン郡教育学区に含まれる小学校11校、中学校1校、高校4校、技術センター1校が担当している。またグリーンビル市教育学区にも小学校4校、中学校1校、高校1校がある。

## 病院
- ラフリン記念病院
- タコマ地域病院